# Pulau Manipa
Pulau Manipa  är en ö i Indonesien.   Den ligger i provinsen Moluckerna, i den östra delen av landet, 2 300 km öster om huvudstaden Jakarta. Arean är 116 kvadratkilometer.
Terrängen på Pulau Manipa är lite kuperad. Öns högsta punkt är 600 meter över havet. Den sträcker sig 12,8 kilometer i nord-sydlig riktning, och 19,1 kilometer i öst-västlig riktning.  I omgivningarna runt Pulau Manipa växer i huvudsak städsegrön lövskog.